# 国家游泳中心
國家游泳中心，其建筑设计方案名为「水立方」（英語：Water Cube），是2008年北京奧運主要的水上項目比賽場館，位於中國北京市奥林匹克公园，奧運期間會用作游泳、花样游泳與跳水賽事之用。也是2022年冬季奥运会的冰壶項目使用之场馆，并在此期间更名为「冰立方」（Ice Cube）。
建築費用為10.2億元。国家游泳中心虽然被叫做“水立方”，但实际上并非立方體，而是長方體。
北京奥运会期间，水立方中进行的各项赛事共打破25项世界纪录。奥运会后，水立方内部一半被改造成“水立方嬉水乐园”，2010年8月8日開業。

## 歷史
國家游泳中心是為北京奧運而新建的體育場，是眾多北京奧運比賽場館當中，唯一由港澳台人士、華僑等華人捐資建造的場館。身为奥申委顾问的何鴻燊在得知北京申办2008年奥运会成功后，随即捐资用于兴建奥运场馆——国家游泳中心。工程於2003年12月24日正式展開。在工程開始前，北京市規劃委員會舉行了建築設計競賽，以選出北京奧運時的水上項目比賽場館。
最終，在專家和民眾的投票下，編號B04，名為「水立方」的作品在10份的方案中得到最高票數，並於7月29日正式公佈「水立方」成為北京奧運的比賽場館以及與業主單位北京国资公司簽定合約。該比賽場館由澳大利亚PTW公司、奧雅納(Arup)公司、新南威尔士大学城市建築學院、中建国际（深圳）设计公司（現悉地国际）聯合設計。
2006年8月3日，國家游泳中心的外部支架（即鋼架）工程完成，並開始安置大小不一的「氣泡」膜（ETFE）結構外牆。9月17日，钢结构安装顺利完成。在及後兩個月，634個氣枕安裝全部完成。直到12月26日，外层膜结构封闭完成。
2008年1月29日，「水立方」正式竣工，在奧運會用於外圍賽和好運北京測試賽。2008年奥运会期间，水立方承担游泳、跳水、花样游泳等比赛。水球比赛原计划在水立方举行，后改至英东游泳馆举行。
2022年冬季奥运会的冰壺比賽和2022年冬季残奥会的轮椅冰壶比赛於此舉行。

## 建筑
國家游泳中心表面看如一個裝滿水的立方體，在外牆上安裝了面積大小不一、鍍點不同的膜結構。當中，共動用了3,000多个的膜結構以覆蓋10萬平方米的外牆；而膜結構的鍍度不一，可使光折射角度改變，減少場館室溫高而增加用電的形況。外墻設計的靈感源自韋爾—費倫結構，這種結構是數學上以最少面積將空間劃分為等份的三維結構。值得一提的是，韋爾—費倫結構由五邊形及六邊形組成，但水立方的外墻包含了三邊形、四邊形、七邊形等其他多邊形，且圖形較不規則。
為了讓它看起來像是一個個泡泡，设计團隊採取聚四氟乙烯膜，先將3,000多個聚四氟乙烯膜氣枕，鋪設於水立方建築上，再透過管線充氣，並以電腦監控，使气泡維持最佳狀態。聚四氟乙烯膜運用在建築外觀的好處是容易清潔，能防腐並可散熱，透光性強，且形體輕盈，不需要厚重鋼架支撐。
另外，國家游泳中心的總建築面積為6.5萬至8萬平方米，地下部分的建築面積不少於15,000平方米，內除設多個游泳池、跳台、永久座席6,000個、臨時座席11,000個外，還包括隨隊官員區、競賽管理區、貴賓區與媒體區。

## 圖片
| - 建设中的水立方 - 2008年北京奥运会期间的水立方 - 2008年北京奥运会期间的水立方入口 - 2008年北京奥运会期间的水立方近景 - 水立方夜景 - 水立方夜景（2016年） - 2008年8月14日，水立方内部 - 2014年11月10日晚，在水立方出席晚宴的2014年APEC峰会领导人及夫人合影 - 2014年11月10日晚，在水立方出席晚宴的2014年APEC峰会领导人及夫人合影 |

## 获奖
- 2004年：威尼斯双年展“氛围”主题单元特别奖。
- 2006年：美国科技新時代杂志年度最佳工程。
- 2009年：第四十届麦克罗伯特奖（英语：MacRobert Award），英国工程界创新作品的最高奖项。
- 2010年：国际桥梁及结构工程协会（英语：International Association for Bridge and Structural Engineering）“杰出结构大奖”